# 橿原市立大成中学校
橿原市立大成中学校（かしはらしりつ たいせいちゅうがっこう）は、奈良県橿原市にある公立中学校。

## 概要
1950年（昭和25年）8月、今井中学校、真菅中学校を廃し、大成中学校を創立する。 1956年（昭和31年）2月11日、磯城郡耳成村、高市郡畝傍町、鴨公村、八木町、今井町、真菅村の6町村が合併して橿原市が発足。橿原市立大成中学校に改称する。
近鉄大和八木駅から徒歩約15分に位置する。徒歩約5分、北東方向には蘇我入鹿を神体とする入鹿神社がある。

## 沿革
- 1950年（昭和25年）8月 - 今井中学校、真菅中学校を廃し、大成中学校を創立
- 1956年（昭和31年）2月11日 - 磯城郡耳成村、高市郡畝傍町、鴨公村、八木町、今井町、真菅村の6町村が合併して橿原市が発足。橿原市立大成中学校に改称
- 1961年（昭和36年）3月20日 - 新校舎増築完成
- 1963年（昭和38年）8月1日 - プール開き
- 1964年（昭和39年）5月30日 - 運動場拡張工事完了
- 1970年（昭和45年）2月13日 - 体育館完成
- 1977年（昭和52年）7月1日 - 本館校舎完成
- 1981年（昭和56年）
  - 4月6日 - プール完成
  - 8月20日 - 体育館、格技室、部室棟完成
- 1986年（昭和61年）3月29日 - プール、弓道場完成
- 1997年（平成9年）3月28日 -プール改修工事完了
- 2003年（平成15年3月17日 - 体育館屋根塗装改修工事完了
- 2009年（平成21年）10月23日 - 体育館耐震補強工事完了
- 2013年（平成25年）11月29日 - 校舎耐震補強工事完了
- 2015年（平成27年）11月29日 - 校舎地震補強工事（第2期）完了

出典

## 生徒数
2022年（令和4年）度の全校生徒数は415名である。

## 通学区域
- 橿原市[4]
  - 今井小学校区：兵部町、今井町1丁目、今井町2丁目、今井町3丁目、今井町4丁目、小綱町、四条町（橿原神宮参道以西）
  - 真菅小学校区：大谷町、慈明寺町、寺田町、五井町、北妙法寺町、中曽司町（近鉄大阪線以南）、曽我町、地黄町

## 進学前小学校
- 橿原市立今井小学校[4]
- 橿原市立真菅小学校[4]

## 主な出身者
- 高井俊彦（お笑い芸人）
- 中岡創一（お笑い芸人）
- 安田善紀（お笑い芸人）
- 田津原理音（お笑い芸人）
- 野口智哉（野球選手）